# Genome Reseach
Genome Research (Nghiên cứu bộ gen) là tên một tạp chí khoa học, phát hành trên quy mô toàn cầu, có tính chất bình duyệt khoa học, được xuất bản bởi Cold Spring Harbor Laboratory Press. Trọng tâm của tạp chí là cung cấp những hiểu biết mới trong nghiên cứu về sinh học bộ gen của tất cả các sinh vật, bao gồm cả những tiến bộ trong y học về bộ gen người.
Đây là tạp chí hàng tháng, cung cấp các đánh giá và quan điểm của các nhà khoa học và các nhà lãnh đạo có uy tín trong lĩnh vực sinh học nói chung và sinh tin học nói riêng.

## Nội dung
- Phạm vi xuất bản của tạp chí này khá rộng, gồm kết quả các nghiên cứu về:

- cấu trúc và chức năng bộ gen,
- so sánh học bộ gen,
- tiến hóa phân tử,
- di truyền học quần thể,
- prôtêin học (proteomics),
- di truyền học biểu sinh,
- sinh học hệ thống và một số lĩnh vực khác.
- Tạp chí cung cấp những thông tin khám phá thú vị về gen nói riêng và bộ gen nói chung. Dữ liệu cung cấp trong các lĩnh vực này được xuất bản dưới dạng tài liệu nghiên cứu, hoặc phương pháp luận cùng với các báo cáo về tài nguyên cung cấp thông tin mới trong lĩnh vực công nghệ, sinh học tính toán được nhiều độc giả quan tâm.

## Lược sử và đánh giá
- Tạp chí được thành lập vào năm 1991 dưới tên gọi "PCR Methods and Applications" (Phương pháp và Ứng dụng của PCR).[3] Đến năm 1995 thì đổi tên như hiện nay.
- Theo đánh giá, tạp chí này được xếp thứ 2 về chủ đề chuyên môn thuộc ngành khoa học là Di truyền học và Hệ gen học, chỉ sau tạp chí Nature Genetics (Di truyền học tự nhiên). Theo Báo cáo trích dẫn của Journal Citation Reports, thì tạp chí này có hệ số ảnh hưởng (impact factor) vào năm 2014 là 14,63.[4]